# Marie Lachappelle
Marie Louise Lachappelle, född Dugès 1 januari 1769 i Paris, död där 4 oktober 1821, var en fransk barnmorska. 
Lachapelles mor var överbarnmorska på Hôtel-Dieu de Paris, och dottern gick i lära hos henne, då hennes man, som var kirurg, avled 1794. Året därpå blev hon sin mors medhjälpare och ställföreträdare. År 1797 avskildes Hospice de la Maternité från Hôtel Dieu, och hon blev då överbarnmorska och ledare för den praktiska undervisningen på den nya anstalten. Hon hade stor betydelse för förlossningsmekanismen och den operativa behandlingen och skrev Observations sur divers cas d'accouchement (Annuaire médico-chirurgical des hôpitaux et hospices civils de Paris 1819). Hennes systerson Antoine Louis Dugès utgav Pratique des accouchements, ou mémoires et observations choisies sur les points les plus importants de l'art par M. Lachapelle (I–II, 1821–25), som länge var ett standardverk inom förlossningstekniken, och förespråkade naturliga förlossningar framför framtvingade. Lachappelle har en krater på Venus uppkallad efter sig.